# Glenea lefebvrei
Glenea lefebvrei là một loài bọ cánh cứng trong họ Cerambycidae.

## Hình ảnh

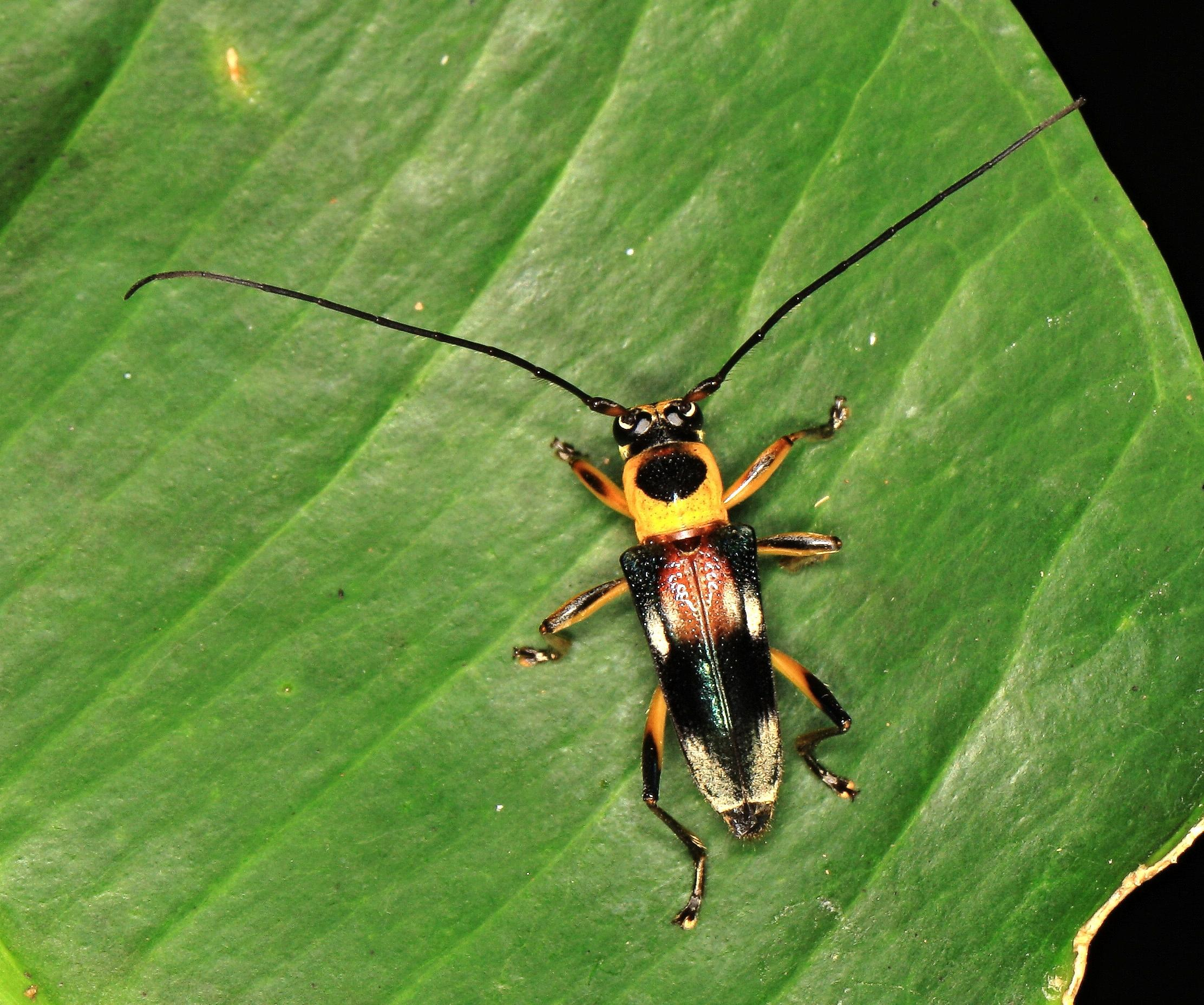